# Alfei Menashe
Alfei Menashe (hébreu: אַלְפֵי מְנַשֶׁה) est une colonie israélienne, illégale au regard du droit international, située en Cisjordanie, territoire palestinien occupé. Elle a été construite en partie sur des terres de villages palestiniens. La colonie est fondée en 1983 et déclarée conseil local en 1987. Elle compte 7 951 habitants en 2022.
L'établissement d'Alfei Menashe a impliqué la confiscation de 3 000 dunums de terres appartenant aux villages palestiniens d'Isla, d'Azzun et de Kufr Thulth,.

## Géographie
Alfei Menashe est située dans la zone tampon, à l'est de la ligne verte de Cisjordanie.
Elle est divisée en 6 quartiers.

## Situation juridique
La communauté internationale dans son ensemble considère les colonies israéliennes de Cisjordanie illégales au regard du droit international mais le gouvernement israélien conteste ce point de vue.